# Ryuji Sugimoto
Ryuji Sugimoto (født 1. juni 1993) er en japansk fodboldspiller, som spiller for den japanske fodboldklub Tokushima Vortis.